# Ајслинген
Ајслинген (њем. Aislingen) град је у њемачкој савезној држави Баварска. Једно је од 27 општинских средишта округа Дилинген ан дер Донау. Према процјени из 2010. у граду је живјело 1.356 становника. Посједује регионалну шифру (AGS) 9773111.

## Географија
Ајслинген се налази у савезној држави Баварска у округу Дилинген ан дер Донау. Град се налази на надморској висини од 437 метара. Површина општине износи 19,3 km².

## Становништво
У самом граду је, према процјени из 2010. године, живјело 1.356 становника. Просјечна густина становништва износи 70 становника/km².